# Kom till högtid
Kom till högtid är en inlednings- och missionspsalm av Nils Johannesson Hylander. Melodin är samma som till Vänligt över jorden glänser, första gången funnen i Rappehandskriften från 1675. Melodin publicerades som nr 173 Jesus, du dig själv uppväckte i 1695 års psalmbok. I Lova Herren 1987 används Felix Mendelssohns melodi Lyss till änglasångens ord (utan repris på slutet).

Var och en av de fem stroferna börjar "Kom till högtid" och markerar därmed fest och förväntan. Sången sjöngs bl.a. vid Evangeliska Fosterlands-Stiftelsens rikskonferens i Jönköping år 2001.
I bearbetad form återfinns sången i EFS-tillägget 1986 till psalmboken, där sista versen börjar "Kom till högtid! - Herren bjuder / in till frälsning världen all, / allmaktsordet redan ljuder, / bådande det ondas fall."

## Publicerad som
- Nr 6 i Sionstoner 1935 under rubriken "Inledning och bön".
- Nr 239 i Lova Herren 1987 under rubriken "Gemenskap i bön och Ordets betraktande".
- Nr 719 i EFS-tillägget 1986 under rubriken "Helg och gudstjänst".